# VR-Bank Westpfalz
Die Vereinigte Genossenschafts- und Raiffeisenbank Westpfalz eG VR-Bank Westpfalz (meist kurz VR-Bank Westpfalz genannt) war eine deutsche Genossenschaftsbank mit Sitz in Landstuhl im Landkreis Kaiserslautern (Rheinland-Pfalz).

## Geschichte
Die VR-Bank Westpfalz wurde am 22. Oktober 1892 gegründet.

## Rechtsgrundlagen
Rechtsgrundlagen der Bank waren ihre Satzung  und das Genossenschaftsgesetz. Die Organe der Genossenschaftsbank waren der Vorstand, der Aufsichtsrat und die Vertreterversammlung. Die Bank war der Sicherungseinrichtung des Bundesverbandes der Deutschen Volksbanken und Raiffeisenbanken e.V. angeschlossen, die aus dem Garantiefonds und dem Garantieverbund besteht.

## Niederlassungen
Die VR-Bank Westpfalz unterhielt 13 Geschäftsstellen und 5 SB-Standorte. Ferner war eine mobile Geschäftsstelle im Einsatz.

## Fusion
Die VR-Bank Westpfalz eG und die Volksbank Kaiserslautern-Nordwestpfalz eG haben mit Wirkung zum 1. Januar 2016 zur Volksbank Kaiserslautern eG fusioniert.